# Urmila tripunctata
Urmila tripunctata är en insektsart som beskrevs av Irena Dworakowska 1981. Urmila tripunctata ingår i släktet Urmila och familjen dvärgstritar. Inga underarter finns listade i Catalogue of Life.